# Susana Sánchez Arins
Susana Sánchez Arins (Vilagarcía de Arousa, 11 de maio de 1974) é uma poeta galega.
Licenciada em Filologia Hispânica e Portuguesa pela Universidade de Santiago de Compostela, Susana Sánchez Arins é professora do ensino secundário.
Pela sua obra [de]construçom, recebeu, em 2009, o Prémio Nacional de Poesia Xosémaría Pérez Parallé.

## Obras

### Poesia
- [de]construçom, 2009, Espiral Maior.
- A noiva e o navio, 2012, Através Editora.[4]